# Tinytrema
Tinytrema is een geslacht van spinnen uit de  familie van de Trochanteriidae.

## Soorten
- Tinytrema bondi Platnick, 2002
- Tinytrema kangaroo Platnick, 2002
- Tinytrema sandy Platnick, 2002
- Tinytrema wombat Platnick, 2002
- Tinytrema yarra Platnick, 2002